# 30204 Stevedoherty
30204 Stevedoherty è un asteroide della fascia principale. Scoperto nel 2000, presenta un'orbita caratterizzata da un semiasse maggiore pari a 2,4242037 UA e da un'eccentricità di 0,1040701, inclinata di 3,22740° rispetto all'eclittica.